# Aero Boero AB-180
Die Aero Boero AB-180 war eine Weiterentwicklung der Typen Aero Boero AB-95 und Aero Boero AB-115. Der Erstflug fand im Januar 1968 statt. Der Serienbau begann 1969. Das Flugzeug konnte auch zum Schleppen von Segelflugzeugen, für den Landwirtschafts- und Sanitätsdienst sowie für Luftbildvermessung eingesetzt werden. Als Antrieb diente der wesentlich stärkere Lycoming O-360 mit 132 kW Startleistung.

## Varianten
AB-180 RVeine verbesserte Standardversion, die ab 1972 ausgeliefert wurde
AB-180 RVReine Schleppversion
AB-180 AgLandwirtschaftsversion mit einem Chemikalienbehälter unter dem Rumpf

## Militärische Nutzer
- Argentinien
  - Luftwaffe: 2 von 1972 bis 2003[2]

## Technische Daten
| Kenngröße             | Daten                                                             |
| --------------------- | ----------------------------------------------------------------- |
| Besatzung             | 1                                                                 |
| Passagiere            | 2                                                                 |
| Länge                 | 7,40 m                                                            |
| Spannweite            | 10,70 m                                                           |
| Höhe                  | 2,70 m                                                            |
| Flügelfläche          | 16,40 m²                                                          |
| Flügelstreckung       | 7,0                                                               |
| Leermasse             | 570 kg                                                            |
| max. Startmasse       | 1100 kg                                                           |
| Reisegeschwindigkeit  | 225 km/h                                                          |
| Höchstgeschwindigkeit | 235 km/h                                                          |
| Steigrate             | 6 m/s                                                             |
| Dienstgipfelhöhe      | 7000 m                                                            |
| Reichweite            | 800 km                                                            |
| Triebwerke            | 1 × Lycoming IO-360, luftgekühlter Sechszylinder, 160 kW (210 hp) |